# Fuoco (EP)
Fuoco è un EP del 2006, nato dalla collaborazione tra la rapper Marya e l'MJ (Machine Jockey) Rastea.
Il disco, pubblicato nel 2006 in modo indipendente, è stato ristampato nel 2007 dalla neonata FunkYaMama. Composto di 10 tracce Fuoco propone un suono che devia dall'hip hop classico, mescolandosi con elementi elettronici e dub. Collaborano al disco Sir Merigo e Peter Truffa (Bluebeaters) e Ardiman. I remix sono a cura di Cielleaudio, Soundpills e U-Gee Mb.

## Tracce
1. L'era del benessere – 4:16
2. Se se se – 3:20
3. Pausa caffè – 5:04
4. Ma io ci spero – 4:30
5. L'era del benessere (Jungle Rmx) – 6:24
6. Rage (Sound Pills Rmx) – 4:07
7. Se se se (Sound Pills Rmx) – 3:25
8. Ma io ci spero (Sound Pills Rmx) – 3:42
9. Rage (U-Gee Mb Revolution Rework) – 4:45
10. Ma io ci spero (CielleAudio Rmx) – 3:49